# Xã Tompkins, Michigan
Xã Tompkins (tiếng Anh: Tompkins Township) là một xã thuộc quận Jackson, tiểu bang Michigan, Hoa Kỳ. Năm 2010, dân số của xã này là 2.671 người.